# 뇌심장침출

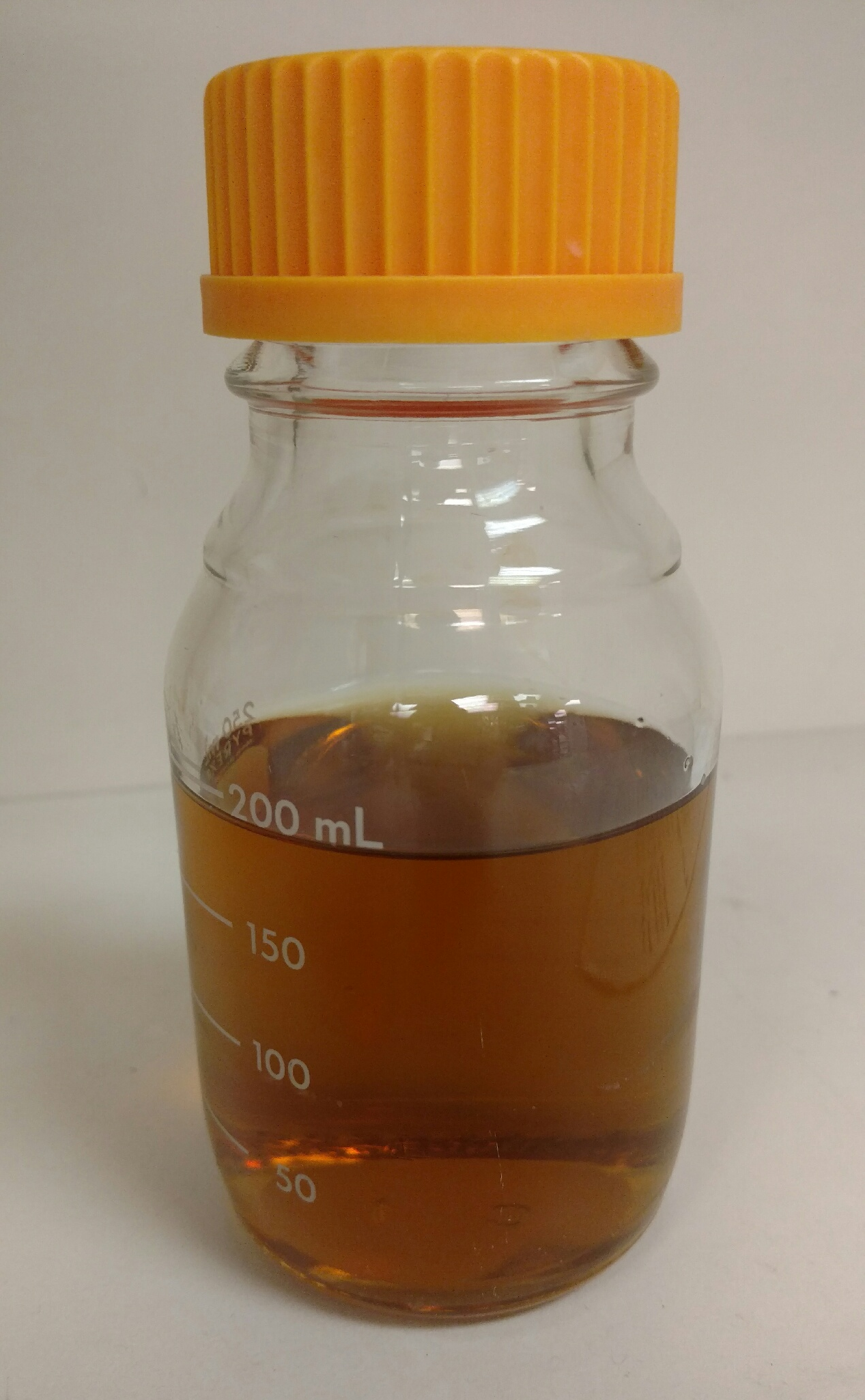
Difco사(社)의 가루로 만든 BHI 액체 배지

뇌심장침출(Brain Heart Infusion, BHI)은 미생물 성장을 위한 성장 배지이다.  영양이 풍부한 배지이므로 많은 종류의 배양조건이 까다로운 생물을 배양하는 데 사용할 수 있다.  특히, 연쇄상구균, 폐렴 구균 및 수막 구균을 배양 하는 데 사용되며, 이 배지가 아니면 키우기 힘들 수 있다.  BHI는 삶은 소 또는 돼지 심장과 뇌의 혼합물을 다양한 다른 영양소와 섞어서 만든다.  BHI 액체배지는 식품 안전, 물 안전 및 항생제 감수성 검사에 종종 사용된다.

## 용도
BHI는 임상 및 연구 환경 모두에서 다양한 미생물 배양에 광범위하게 사용된다.  몇몇 박테리아, 효모 및 기타 진균류를 비롯한 많은 까다로운 생물체가 BHI에서 잘 자란다.  또한 장구균과 그룹 D 연쇄상구균을 구별하는 데 사용될 수 있다.

## 역사
BHI 배지 초기 버전은 1919년에 에드워드 로스나우(Edward Rosenow)가 포도당 용액에 송아지 뇌 조직을 섞어 만든 배지에 연쇄상 구균을 키우면서 만들어졌다. 이는 1923년 러셀 헤이든(Russell Haden)이 치과 병원체에 대해 연구하면서 수정되었다. 현대의 BHI는 일반적으로 송아지 뇌 조직보다는 돼지 두뇌와 심장 혼합물을 사용하며, 완충제로 로스나우와 헤이든이 사용했던 탄산 칼슘 보다는 인산이나트륨(disodium phosphate)을 사용한다.

## 구성 요소
BHI는 일반적으로 아미노산원으로서 소 뇌, 소 또는 돼지 심장 (종종 소화된 젤라틴 또는 다른 동물 조직) 뿐만 아니라, 소금, 완충용도로 인산이나트륨 및 당원인 포도당 등을 포함한다. BHI 한천배지 또한 있는데, 이는 미생물을 평판배지에 키우기 위해 한천이 첨가된 것이다.

## 같이 보기
- LB 배지